# Pseudoschoenobius opalescalis
Pseudoschoenobius opalescalis là một loài bướm đêm trong họ Crambidae.